# Lluís d'Evreux
Lluís d'Evreux (França, 3 de maig de 1276 - París, 19 de maig de 1319) va ser un príncep francès, fill del de Felip III de França, esdevingut comte d'Évreux i de Beaumont-le-Roger el 1316.

## Primers anys
Va néixer el maig de 1276, únic fill mascle del segon matrimoni del rei Felip III de França i de Maria de Brabant. Germanastre del futur rei Felip IV el Bell, aquest el 1316 va concedir-li els comtats d'Évreux i Beaumont-le-Roger i llurs títols de noblesa. És considerat l'iniciador de la branca d'Evreux de la casa reial francesa.

## Matrimoni
Es va casar l'any 1300 amb Margarida d'Artois, filla de Felip d'Artois, senyor de Couches, i de Blanca de Bretanya. El matrimoni va tenir la següent descendència:
- Felip (1301-1343), rei de Navarra i comte d'Évreux
- Maria (1303-1335), duquessa consort de Brabant
- Carles (1305-1336), comte d'Étampes
- Margarida (1307-1350), comtessa consort d'Alvèrnia
- Joana (1310-1371), reina consort de França

## Activitat política
Home educat en qüestions de religió i estat, durant el conflicte entre el papa Bonifaci VIII i el rei Felip IV, Lluís sempre va defensar el dret de l'Estat contra l'església i va donar suport al seu germanastre, per tal de mantenir les llibertats de l'església francesa, per tal de no dependre de Roma. La seva eloqüència va ser digna d'admiració per part del rei i la cort durant l'obertura dels Estats Generals de París el 1303.
Va participar en diverses campanyes i batalles a Flandes de 1297, a la batalla de Mons-en-Pévèle el 1304, i també el 1315.

## Mort
Va morir el 19 de maig de 1319.